# تیم ملی فوتبال مونته‌نگرو
تیم ملی فوتبال مونته‌نگرو یک تیم فوتبال بین‌المللی است که به نمایندگی از کشور مونته‌نگرو به میدان می‌رود. این تیم زیر نظر اتحادیه فوتبال مونته‌نگرو فعالیت می‌کند.
بازیکنان مشهور این تیم در حال حاضر:ساکیچ، پاکیچ، ایوانیچ، میشکویچ، بروتیچ و هاکسابانویچ و استفان ساویچ هستند. 